# متحولات حقيقية
المتحولات الحقيقية (الاسم العلمي: Eumetabola) وهي أصنوفة من حديثات الأجنحة. يحتمل أن تكون الوحدتين الكبيرتين التي تعرفان باسم المتحولات الصغيرة والمتحولات الحقيقية من المحتمل أن تكونا تصنيفات شقيقة لحديثات الأجنحة بعد استبعاد مطويات الأجنحة. يبدو أن التشابه العرقي لهذه الوحدات له مبررات ضعيفة.

## التصنيف
- المتحولات الكاملة
  - الرتبة المنقرضة †Glosselytrodea
  - رتبة الخنافس
  - فوق رتبة نظائر عرقيات الأجنحة
  - فوق رتبة نظائر غشائيات الأجنحة
  - فوق رتبة الشوالونات
    - أصنوفة ردائيات الأجنحة
    - أصنوفة حاملات الماصة
      - رتبة طويلات الأجنحة
        - رتيبة طويلات الأجنحة الحقيقية
          - فصيلة الشواليات
            - جنس الشوالة